# IBM
IBM, viết tắt của International Business Machines, là một tập đoàn về công nghệ máy tính đa quốc gia có trụ sở tại Armonk, New York, Mỹ. IBM được thành lập năm 1911 tại Thành phố New York, lúc đầu có tên là Computing Tabulating Recording (CTR) và đổi thành International Business Machines vào năm 1924.
IBM là nhà thầu chuyên sản xuất và kinh doanh phần cứng, phần mềm của máy tính, cơ sở hạ tầng, dịch vụ máy chủ và tư vấn trong nhiều lĩnh vực từ máy tính lớn đến công nghệ na nô.
Với hơn 350.000 nhân viên, IBM là công ty tin học lớn nhất thế giới. IBM có đội ngũ kỹ sư và nhân viên tư vấn tại 170 quốc gia. IBM còn có 8 phòng thí nghiệm trên thế giới. Nhân viên của IBM đã giành được 5 giải Nobel, 5 giải thưởng Turing - Giải thưởng Nobel của giới Công nghệ thông tin, 5 huy chương công nghệ quốc gia.

## Lịch sử
- Khởi đầu: công ty IBM là một công ty sản xuất máy lập bảng gần Herman Hollerith, ở Quận Broome, New York. Ngày 16 tháng 6 năm 1911, IBM hợp nhất thành Computing Tabulating Recording Corporation (CTR) và được đăng ký vào sở giao dịch chứng khoán New York vào năm 1916. IBM sử dụng tên hiện thời vào năm 1924 khi trở thành một trong 500 công ty trong bảng xếp hạng Fortune 500. Trong thế chiến 2, công ty này cũng đã sản xuất khoảng 346.500 khẩu M1 Carbine trước khi hoàn toàn hoạt động trong lĩnh vực công nghệ thông tin.
- Tháng 5 năm 2007, IBM đã công khai kế hoạch Big Green, một phương án dự phòng cho kế hoạch 1 tỉ mỗi năm cho mỗi doanh nghiệp để tăng hiệu suất năng lượng. Người ta hy vọng những sản phẩm mới của IBM và những công tác dịch vụ mới sẽ giảm bớt những tiêu thụ năng lượng trung tâm dữ liệu cùng cơ sở hạ tầng công nghệ và sự biến đổi công nghệ hệ thống các máy khách vào trung tâm dữ liệu "xanh", với năng lượng tiết kiệm xấp xỉ 42% so với một trung tâm dữ liệu trung bình. Kế họạch Big Green phác ra 5 bước cho những máy khách để cải thiện công suất năng lượng. Sáng kiến bao gồm một "green team" toàn cầu cho hơn 850 kiến trúc sư công suất năng lượng từ IBM. IBM đang xây dựng một trung tâm dữ liệu xanh trị giá 86 triệu đô la như một phần của dự án tại Boulder và sẽ củng cố gần 4000 máy chủ từ 6 vị trí toàn cầu lên 30 máy mainframe đang chạy hệ điều hành Linux.

## Thương hiệu và danh tiếng

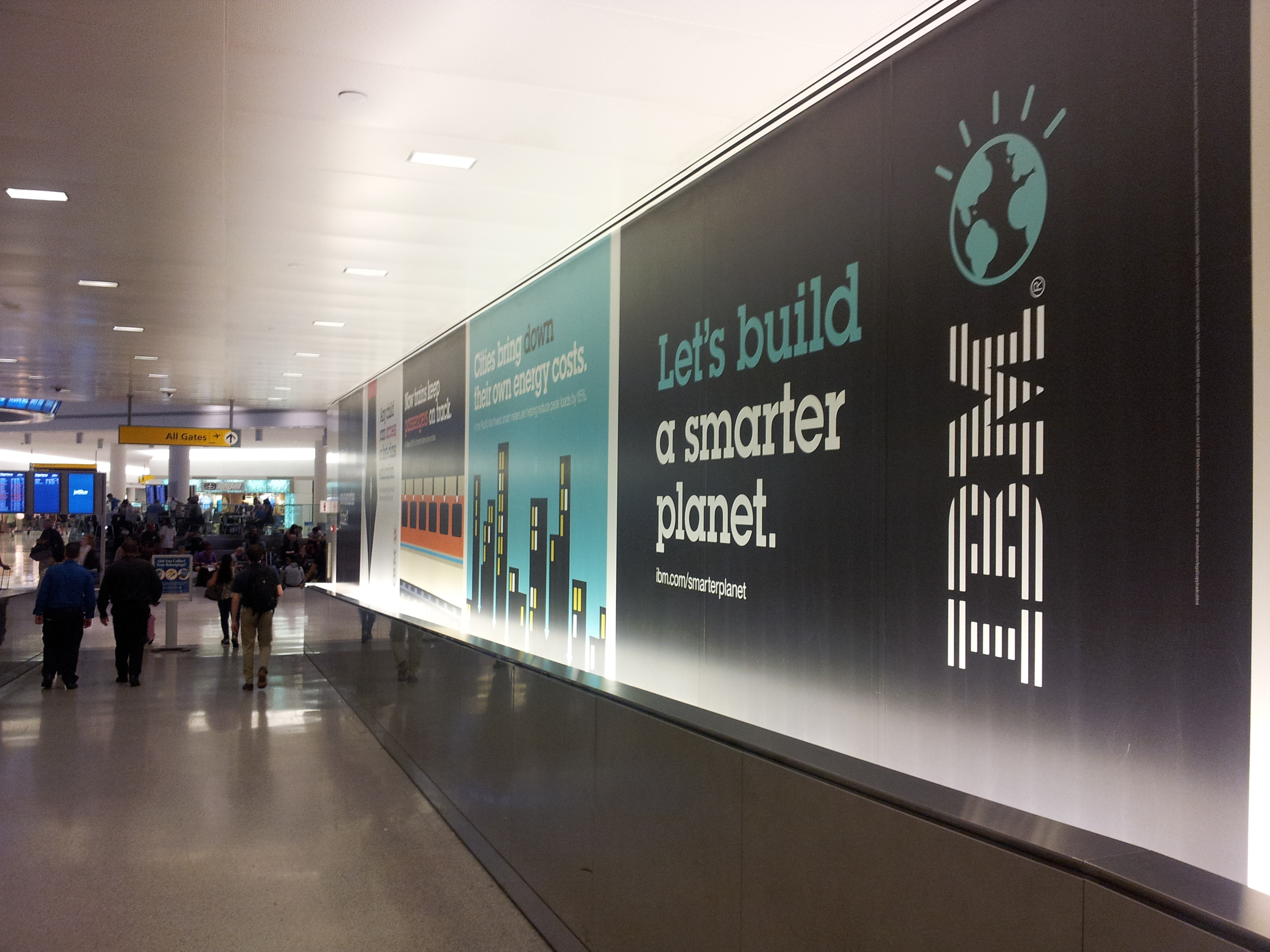
Quảng cáo của IBM tại Sân bay quốc tế John F. Kennedy, 2013

IBM có biệt danh là "Big Blue" một phần xuất phát từ logo và màu xanh lam đặc trưng của công ty. Biệt danh này cũng liên quan đến quy định trang phục trước đây của IBM, vốn yêu cầu nhân viên nam mặc áo sơ mi trắng với vest xanh. Logo của IBM đã trải qua nhiều thay đổi theo thời gian, từ những thiết kế đơn giản ban đầu đến logo "8 vạch" hiện đại do nhà thiết kế đồ họa Paul Rand tạo ra vào năm 1972. Logo này thay thế cho logo 13 vạch được sử dụng từ năm 1959 đến năm 1972 bởi vì các máy photocopy đen trắng thời bấy giờ không thể sao chép tốt các đường kẻ mảnh. Ngoài logo, IBM đã sử dụng phông chữ Helvetica làm kiểu chữ chính thức của công ty trong 50 năm. Tuy nhiên, vào năm 2017, IBM đã quyết định thay thế hoàn toàn Helvetica bằng IBM Plex, một phông chữ được thiết kế độc quyền dành riêng cho công ty.
Sau hơn một thế kỷ hoạt động và thực hiện nhiều chiến dịch marketing, IBM đã trở thành một thương hiệu rất có giá trị. Kể từ năm 1996, IBM đã trở thành nhà tài trợ công nghệ duy nhất cho Masters Tournament, một trong bốn giải golf chuyên nghiệp danh giá nhất thế giới. Kết quả là, Giám đốc điều hành IBM Ginni Rometty gia nhập ban lãnh đạo Câu lạc bộ Golf Quốc gia Augusta. IBM cũng là nhà tài trợ chính cho giải quần vợt chuyên nghiệp. Họ tài trợ cho nhiều giải đấu lớn, bao gồm giải Mỹ Mở rộng, giải Vô địch Wimbledon, giải Úc Mở rộng và giải Pháp mở rộng. Công ty này cũng là nhà tài trợ cho Thế vận hội từ năm 1960 đến năm 2000, và cho Giải bóng bầu dục Quốc gia Mỹ (NFL) từ năm 2003 đến năm 2012.
IBM cam kết bảo vệ môi trường bằng cách giảm thiểu lượng khí thải nhà kính. Trong năm 2020, IBM đã giảm lượng khí thải CO2e xuống còn 621 kiloton, tương đương giảm 34,3% so với năm 2019. IBM đặt mục tiêu đạt mức phát thải ròng khí nhà kính bằng 0 vào năm 2030.